# 陈竞辉
陈竞辉 (英語：Tan Chin Hwee, 1971年—)是一位新加坡企业家和学者。

## 生平
1971年出生于新加坡大巴窑，曾经就读新加坡华侨中学，1995年毕业于南洋理工大学，在校期间曾经担任学校门萨国际俱乐部会长。1995年任职于吉宝企业，1999年至2001年任职于星展银行，后加入阿波罗全球管理并担任其亚洲区的创始合伙人。
2003年毕业于耶鲁大学，2011年毕业于哈佛大学肯尼迪政府学院。拥有特许金融分析师（CFA）资格，也是澳大利亚和新加坡的注册会计师。

## 著作
- 《亚洲财务黑洞》，机械工业出版社，ISBN 9787111496458